# China Yangtze Power
China Yangtze Power Company Limited (CYPC) — одна из крупнейших компаний Китая в сфере гидроэнергетики, входит в сотню крупнейших компаний страны. Основана 4 ноября 2002 года, штаб-квартира базируется в Пекине, с 18 ноября 2003 года акции котируются на Шанхайской фондовой бирже (входят в состав SSE 180 Index), контрольный пакет акций China Yangtze Power принадлежит государственной энергетической группе China Three Gorges Corporation. 
China Yangtze Power специализируется на производстве гидравлической электроэнергии, а также занимается управлением, ремонтом и обслуживанием ГЭС, инвестициями в энергетические проекты, технологическими консультациями. По состоянию на 2019 год выручка China Yangtze Power составляла 7,7 млрд долл., прибыль — 3,4 млрд долл., активы — 43,7 млрд долл., рыночная стоимость — 54,7 млрд долл., в компании работало свыше 4 тыс. сотрудников.
По состоянию на 2017 год общая установленная мощность четырёх действующих ГЭС China Yangtze Power составляла 45 495 МВт.

## Акционеры
Контрольный пакет акций China Yangtze Power (55,8 %) принадлежит SASAC и находится в управлении China Three Gorges Corporation. Другими акционерами компании являются Yunnan SASAC (4 %), Sichuan SASAC (4 %), China Securities Finance (2,99 %), Ping An Asset Management (0,85 %), China Asset Management (0,58 %).

## Активы
China Yangtze Power владеет и управляет следующими ГЭС на реках Янцзы и Цзиньшацзян: 
- ГЭС Санься (Хубэй)
- ГЭС Гэчжоуба (Хубэй)
- ГЭС Силоду (Юньнань / Сычуань)
- ГЭС Сянцзяба (Юньнань / Сычуань)
- ГЭС Байхэтань (Юньнань / Сычуань)
- ГЭС Удундэ (Юньнань / Сычуань)

- ГЭС Санься
- ГЭС Гэчжоуба
- ГЭС Удундэ

ГЭС Санься является крупнейшим в мире гидроузлом. В 2020 году она выработала 111,8 млрд киловатт-часов электроэнергии, что стало новым мировым рекордом по годовой выработке электроэнергии на одной гидроэлектростанции.
Международный бизнес China Yangtze Power ведёт через дочернюю компанию China Yangtze Power International (Гонконг). Осенью 2019 года China Yangtze Power за 3,6 млрд долларов приобрела у компании Sempra Energy (США) крупнейшую перуанскую энергетическую группу Luz del Sur, а также доли в местных компаниях Tecsur и Inland Energy.
Кроме того, China Yangtze Power владеет долями в следующих компаниях: Hubei Energy Group (27,6 %), Guangzhou Development Group (20 %), Chongqing Three Gorges Water Conservancy and Electric Power (16,1 %), Sichuan Chuantou Energy (11,1 %), SDIC Power Holdings (9,7 %), Shanghai Electric Power Company (3,6 %), Beijing Enterprises Water Group (1,6 %), China Construction Bank (0,4 %).

## Сбыт
China Yangtze Power продаёт произведённую электроэнергию через сети государственных компаний State Grid Corporation of China и China Southern Power Grid Company преимущественно в Центральный Китай (провинции Хэнань, Хубэй, Хунань, Цзянси и город Чунцин), а также в Восточный Китай (город Шанхай, провинции Цзянсу, Аньхой и Чжэцзян) и Южный Китай (провинция Гуандун).